# Grand Prix Kanady 1980
Grand Prix Kanady 1980 (oryg. Grand Prix Labatt du Canada) – 13. runda Mistrzostw Świata Formuły 1 w sezonie 1980, która odbyła się 28 września 1980, po raz trzeci na torze Circuit Gilles Villeneuve.
19. Grand Prix Kanady, 13. zaliczane do Mistrzostw Świata Formuły 1.

## Klasyfikacja
| Legenda oznaczeń w tabelach wyników Wyświetl szablon na nowej stronie | Legenda oznaczeń w tabelach wyników Wyświetl szablon na nowej stronie                                                                     |
| Oznaczenie                                                            | Wyjaśnienie |
| --------------------------------------------------------------------- | --- |
| Złoty                                                                 | Zwycięzca lub mistrzostwo |
| Srebrny                                                               | 2. miejsce lub wicemistrzostwo |
| Brązowy                                                               | 3. miejsce lub II wicemistrzostwo |
| Zielony                                                               | Ukończył, punktował (w klasyfikacji generalnej, gdy zdobył co najmniej jeden punkt na przestrzeni sezonu, poza trzema powyższymi opcjami) |
| Niebieski                                                             | Ukończył, nie punktował (w klasyfikacji generalnej, gdy nie zdobył co najmniej jednego punktu na przestrzeni sezonu)                      |
| Czerwony                                                              | Nie zakwalifikował się (NZ) |
| Czerwony                                                              | Nie prekwalifikował się (NPK) |
| Różowy                                                                | Nie ukończył (NU) |
| Różowy                                                                | Niesklasyfikowany (NS) (w klasyfikacji generalnej, gdy nie został sklasyfikowany w żadnym wyścigu sezonu)                                 |
| Czarny                                                                | Zdyskwalifikowany (DK) |
| Czarny                                                                | Wykluczony (WYK/EX) |
| Biały                                                                 | Nie wystartował (NW) |
| Biały                                                                 | Kontuzjowany (K/INJ) |
| Biały                                                                 | Wyścig odwołany (OD/C) |
| Bez koloru                                                            | Został wycofany (WYC/WD) |
| Bez koloru                                                            | Nie przybył (NP/DNA) |
| Bez koloru                                                            | Nie brał udziału w treningach (NT/DNP) |
| Bez koloru                                                            | Nie został zgłoszony (–) |
| Pogrubienie                                                           | Start z pole position |
| Kursywa                                                               | Najszybsze okrążenie wyścigu |
| †                                                                     | Nie ukończył, ale jego rezultat został zaliczony ze względu na przejechanie więcej niż 90% dystansu wyścigu.                              |
| *                                                                     | Sezon w trakcie |
| 1/2/3                                                                 | Punktowana pozycja w sprincie kwalifikacyjnym                                                                                             |
| Lista systemów punktacji Formuły 1                                    | |

| Pos | No | Kierowca              | Konstruktor     | Okrążeń | Czas/powód NU    | Poz. Start. | Punktów |
| --- | -- | --------------------- | --------------- | ------- | ---------------- | ----------- | ------- |
| 1   | 27 | Alan Jones            | Williams-Ford   | 70      | 1:46:45.53       | 2           | 9       |
| 2   | 28 | Carlos Reutemann      | Williams-Ford   | 70      | +15.54 sek.      | 5           | 6       |
| 3   | 25 | Didier Pironi         | Ligier-Ford     | 70      | +19.07 sek.      | 3           | 4       |
| 4   | 7  | John Watson           | McLaren-Ford    | 70      | +30.98 sek.      | 7           | 3       |
| 5   | 2  | Gilles Villeneuve     | Ferrari         | 70      | +55.23 sek.      | 22          | 2       |
| 6   | 6  | Héctor Rebaque        | Brabham-Ford    | 69      | +1 okrążenie     | 10          | 1       |
| 7   | 3  | Jean-Pierre Jarier    | Tyrrell-Ford    | 69      | +1 okrążenie     | 15          |         |
| 8   | 26 | Jacques Laffite       | Ligier-Ford     | 68      | Brak paliwa      | 9           |         |
| 9   | 21 | Keke Rosberg          | Fittipaldi-Ford | 68      | +2 Okrążeń       | 6           |         |
| 10  | 12 | Elio de Angelis       | Lotus-Ford      | 68      | +2 Okrążeń       | 17          |         |
| 11  | 30 | Jochen Mass           | Arrows-Ford     | 67      | +3 Okrążeń       | 21          |         |
| 12  | 14 | Jan Lammers           | Ensign-Ford     | 66      | +4 Okrążeń       | 19          |         |
| NU  | 8  | Alain Prost           | McLaren-Ford    | 41      | Zawieszenie      | 12          |         |
| NU  | 16 | René Arnoux           | Renault         | 39      | Hamulce          | 23          |         |
| NU  | 15 | Jean-Pierre Jabouille | Renault         | 25      | Zawieszenie      | 13          |         |
| NU  | 5  | Nelson Piquet         | Brabham-Ford    | 23      | Silnik           | 1           |         |
| NU  | 11 | Mario Andretti        | Lotus-Ford      | 11      | Silnik           | 18          |         |
| NU  | 22 | Andrea de Cesaris     | Alfa Romeo      | 8       | Silnik           | 8           |         |
| NU  | 31 | Eddie Cheever         | Osella-Ford     | 8       | Probl. z paliwem | 14          |         |
| NU  | 20 | Emerson Fittipaldi    | Fittipaldi-Ford | 8       | Skrz. biegów     | 16          |         |
| NU  | 23 | Bruno Giacomelli      | Alfa Romeo      | 7       | Podwozie         | 4           |         |
| NU  | 29 | Riccardo Patrese      | Arrows-Ford     | 6       | Wypadek          | 11          |         |
| NU  | 4  | Derek Daly            | Tyrrell-Ford    | 0       |                  | 20          |         |
| NU  | 43 | Mike Thackwell        | Tyrrell-Ford    | 0       |                  | 24          |         |
| NZ  | 9  | Marc Surer            | ATS-Ford        |         |                  |             |         |
| NZ  | 1  | Jody Scheckter        | Ferrari         |         |                  |             |         |
| NZ  | 50 | Rupert Keegan         | Williams-Ford   |         |                  |             |         |
| NZ  | 51 | Kevin Cogan           | Williams-Ford   |         |                  |             |         |